# Église Saint-Mammès de Ville-la-Grand
L'église Saint-Mammès de Ville-la-Grand est une église catholique française, située dans le département de la Haute-Savoie, dans la commune de Ville-la-Grand. L'église est placée sous le patronage du martyr saint Mammès.

## Historique
L'église actuelle serait construite sur l'emplacement d'une ancienne villa gallo-romaine qui possédait un temple dédiée à Mars.
De l'église de la période moderne, il ne reste que le clocher construit en 1754. Ce dernier est carré et est surmonté d'un campanile. Le reste du bâtiment fut entièrement détruit en 1893 pour être remplacée par une construction plus moderne. L'édifice comporte ainsi trois nefs de style néo-roman. La nouvelle église paroissiale est consacrée le 14 octobre 1894 par l'évêque d'Annecy, Mgr Isoard.
À l'intérieur de l'église se trouve une statue du Christ constituée à partir d'un assemblage de vieux outils rappelant les origines rurales de la paroisse. Celle-ci est l'œuvre de l'artiste sculpteur Crespin. Par ailleurs, deux statues du XVIIIe siècle, représentant le saint patron de la paroisse, saint Mammès, et la Vierge Marie.

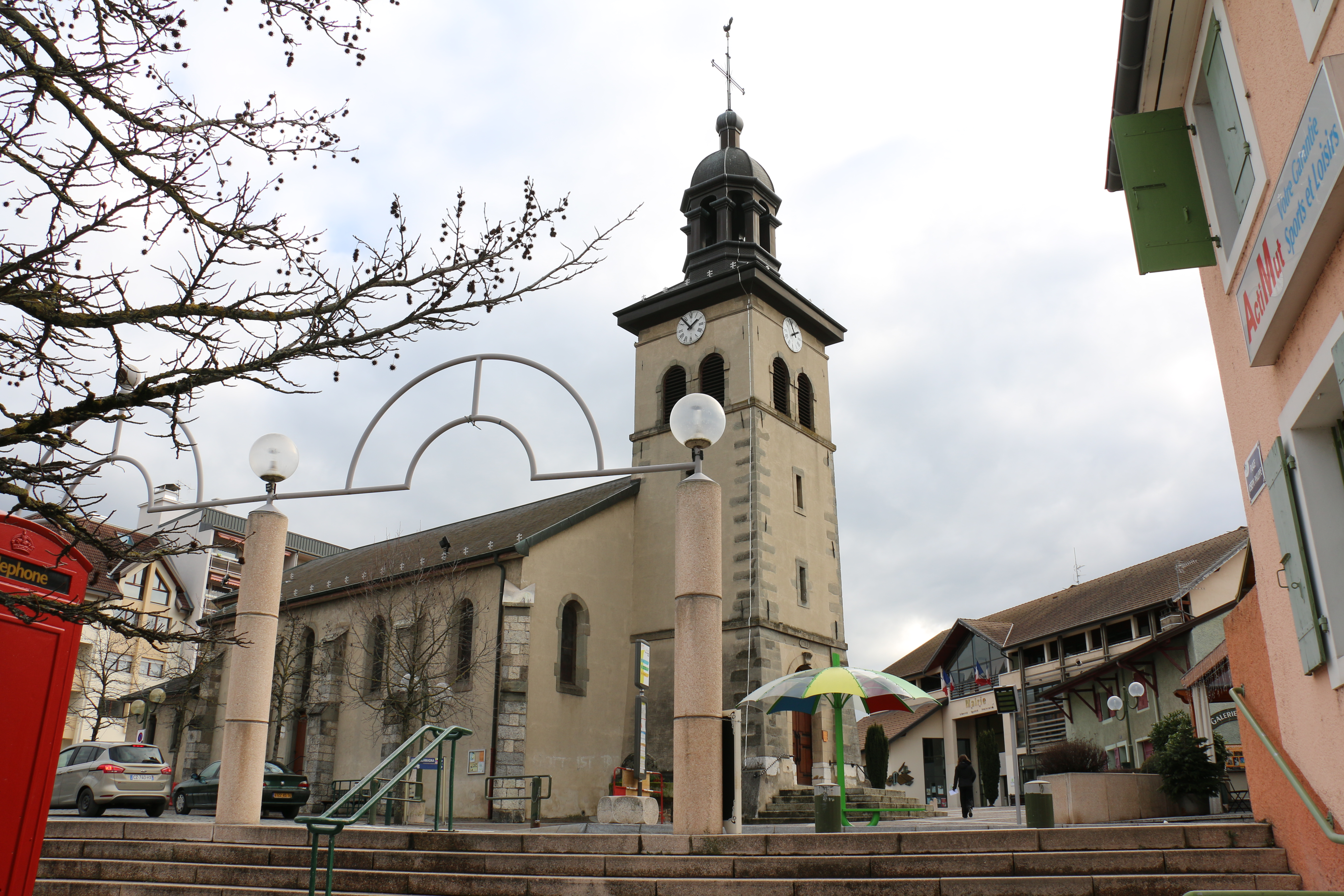
Église Saint-Mammès

## Protection
Deux plaques commémoratives de l'époque gallo-romaine, intégrées dans les murs de l'église, sont classées au titre objet des Monuments historiques, depuis 1936.

## Sources et références
1. 1 2 3 4  Henri Baud, Jean-Yves Mariotte et Alain Guerrier, Histoire des communes savoyardes : Le Faucigny, Roanne, Éditions Horvath, 1980, 619 p. (ISBN 2-7171-0159-4), p. 131.
2. ↑  « Œuvres mobilières de Ville-la-Grand », sur la plateforme ouverte du patrimoine, base Palissy, ministère français de la Culture.